# Штайнгорст (Нижня Саксонія)
Штайнгорст (нім. Steinhorst) — громада в Німеччині, розташована в землі Нижня Саксонія. Входить до складу району Гіфгорн. Складова частина об'єднання громад Ганкенсбюттель.
Площа — 57,78 км2. Населення становить 1244 ос. (станом на 31 грудня 2021).